# Papurana milneana
Papurana milneana é uma espécie de anfíbio gimnofiono da família Ranidae. Está presente na Papua Nova Guiné. A UICN classificou-a como pouco preocupante.